# Spéculation monétaire
La spéculation monétaire est un type de spéculation visant à tirer un profit individuel de l'évolution des cours d'une devise par rapport à une autre, autrement dit sur l'évolution des taux de change.
Ce type de spéculation n'est possible à court terme qu'avec un régime de change de type changes flottants.

## Outils
Ce type de spéculation a été mis depuis 2008 à la portée du plus grand nombre, et à grands renfort de publicité, de nombreux établissements financiers proposant des accès à des plateformes de change pour des sommes de départ modiques. Ces plateformes proposent des graphiques et des affichages en temps réel du cours de très nombreuses devises, avec la possibilité de parier sur des évolutions de cours soit à terme non défini, avec des CFD, soit à horizon fixé,avec des contrats à terme, moyennant le paiement d'un spread et une prise de risque très élevée, largement supérieure au montant parié. Leurs publicités présentent cette activité comme un moyen simple de « gagner de l'argent avec le Forex ». En France, l'Autorité des marchés financiers a mis en garde les investisseurs contre ce type de spéculation.

## Justifications économiques et critiques
Du point de vue des spéculateurs, les justifications pour ce type de spéculation sont identiques à celles des autres formes de spéculation : les gains sont supposés récompenser une anticipation correcte de l'évolution des cours des monnaies, en échange d'une prise de risque. La spéculation est revendiquée comme un exercice permettant d'ajuster l'offre et la demande, et permettant la liquidité du marché, dans un jeu à somme nulle. Certains arguent même de son effet bénéfique, la suppression de distorsions permettant de rétablir le marché à un état optimum. Un économiste du FMI, Luis A.V. Catão, y voit lui aussi en première approche une occasion de réajuster un équilibre lorsqu'une monnaie est surévaluée/sous-évaluée par rapport à d'autres.
Toutefois, de nombreux économistes, dirigeants politiques et membres de la société civile dénoncent les méfaits de ce type de spéculation qui présente pour eux des effets pervers, allant jusqu'à la négation de la souveraineté des États. Pour P-N Giraud, la spéculation monétaire ne peut plus être considérée comme une activité nécessaire engendrant tout au plus un peu de volatilité. Elle est en effet capable de faire changer de trajectoire des économies entières..

## Impacts et enjeux
Selon la BRI, le montant annuel mondial traité sur le Forex représente près de 4 000 milliards de dollars, dont plus de la moitié relèverait de la spéculation.
(...)
En 2011, au Japon, la spéculation à la hausse sur le yen qui a suivi le séisme et la catastrophe de Fukushima a généré pour la première fois depuis 1980 un déficit de la balance commerciale, et fait encore craindre, en fin de la même année, la disparition à terme de son industrie manufacturière. 

## Moyens de lutte
Pour les pays relativement peu impliqués dans les échanges internationaux, les premiers réflexes sont le refus de la libre-circulation des changes, ou des mesures visant à réduire les possibilités de l'accès au marché des changes. Ainsi, en 2011, la Guinée a pris la décision de fermer plus de la moitié de ses bureaux de change.
(...)